# Rancho de Guadalupe, Huanímaro
Rancho de Guadalupe är en ort i Mexiko.   Den ligger i kommunen Huanímaro och delstaten Guanajuato, i den centrala delen av landet, 270 km väster om huvudstaden Mexico City. Rancho de Guadalupe ligger 1 694 meter över havet och antalet invånare är 796.
Terrängen runt Rancho de Guadalupe är platt åt sydväst, men åt nordost är den kuperad. Runt Rancho de Guadalupe är det ganska tätbefolkat, med 93 invånare per kvadratkilometer. Närmaste större samhälle är Pénjamo, 19,5 km nordväst om Rancho de Guadalupe. Trakten runt Rancho de Guadalupe består till största delen av jordbruksmark.